# Giải BFCA cho nam diễn viên chính xuất sắc nhất
Giải của Hiệp hội phê bình phim phát sóng cho nam diễn viên chính xuất sắc nhất là một trong số 19 giải của Hiệp hội phê bình phim phát sóng dành cho nam diễn viên đóng vai chính trong một phim được bầu chọn là xuất sắc nhất. Giải này bắt đầu từ năm 1995.

## Các người đoạt giải & được đề cử

### Thập niên 1900
- 1995 – Kevin Bacon - Murder in the First
- 1996 – Geoffrey Rush - Shine
- 1997 – Jack Nicholson - As Good As It Gets
- 1998 – Ian Mckellen - Gods and Monsters and Apt Pupil
- 1999 – Russell Crowe - The Insider

### Thập niên 2000
2000: Russell Crowe – Gladiator
2001: Russell Crowe – A Beautiful Mind vai John Nash
- Sean Penn – I Am Sam
- Will Smith – Ali vai Muhammed Ali

2002: Daniel Day-Lewis – Gangs of New York & Jack Nicholson – About Schmidt
- Robin Williams – One Hour Photo

2003: Sean Penn – Mystic River
- Russell Crowe – Master and Commander: The Far Side of the World
- Johnny Depp – Pirates of the Caribbean: The Curse of the Black Pearl
- Ben Kingsley – House of Sand and Fog
- Bill Murray – Lost in Translation

2004: Jamie Foxx – Ray vai Ray Charles
- Javier Bardem – The Sea Inside (Mar adentro)
- Don Cheadle – Hotel Rwanda
- Johnny Depp – Finding Neverland
- Leonardo DiCaprio – The Aviator vai Howard Hughes
- Paul Giamatti – Sideways

2005: Philip Seymour Hoffman – Capote vai Truman Capote
- Russell Crowe – Cinderella Man
- Terrence Howard – Hustle and Flow
- Heath Ledger – Brokeback Mountain vai Ennis del Mar
- Joaquin Phoenix – Walk the Line vai Johnny Cash
- David Strathairn – Good Night, and Good Luck.

2006: Forest Whitaker – The Last King of Scotland vai Idi Amin
- Leonardo DiCaprio – Blood Diamond
- Leonardo DiCaprio – The Departed
- Ryan Gosling – Half Nelson
- Peter O'Toole – Venus
- Will Smith – The Pursuit of Happyness

2007: Daniel Day-Lewis – There Will Be Blood vai Daniel Plainview
- George Clooney – Michael Clayton vai Michael Clayton
- Johnny Depp – Sweeney Todd: The Demon Barber of Fleet Street
- Ryan Gosling – Lars and the Real Girl
- Emile Hirsch – Into the Wild
- Viggo Mortensen – Eastern Promises

2008: Sean Penn – Milk vai Harvey Milk
- Clint Eastwood – Gran Torino
- Richard Jenkins – The Visitor
- Frank Langella – Frost/Nixon vai Richard Nixon
- Brad Pitt – The Curious Case of Benjamin Button vai Benjamin Button
- Mickey Rourke – The Wrestler vai Randy Robinson